# Chanat-la-Mouteyre
Chanat-la-Mouteyre ist eine französische Gemeinde im Département Puy-de-Dôme in der Region Auvergne-Rhône-Alpes im Arrondissement Riom. Sie gehörte bis März 2015 zum Kanton Royat und seit diesem Datum zum Kanton Orcines. Chanat-la-Mouteyre hat 949 Einwohner (Stand: 1. Januar 2022).
Die Gemeinde besteht aus den beiden größeren Ortschaften Chanat, La Mouteyre und L’Étang.

## Geographie
Chanat-la-Mouteyre liegt etwa sechs Kilometer nordwestlich von Clermont-Ferrand am Regionalen Naturpark Vulkane der Auvergne. Die Gemeinde befindet sich an der Bergkette Chain de Puys. Der Puy de Chaumont ist mit 1111 Metern die höchste Erhebung in der Gemeinde. Umgeben wird Chanat-la-Mouteyre von den Nachbargemeinden Volvic im Norden, Sayat im Nordosten, Nohanent im Osten, Durtol im Südosten, Orcines im Süden sowie Saint-Ours im Westen.

## Bevölkerung
| Jahr                       | 1921 | 1936 | 1946 | 1962 | 1968 | 1975 | 1982 | 1990 | 1999 | 2006 | 2012 |
| Einwohner                  | 470  | 456  | 406  | 382  | 396  | 443  | 669  | 760  | 731  | 901  | 941  |
| Quellen: Cassini und INSEE |      |      |      |      |      |      |      |      |      |      |      |

## Sehenswürdigkeiten
- Kirche Saint-Louis
- Häuser von L’Étang

## Gemeindepartnerschaft
Mit der irischen Gemeinde Cappoquin im County Waterford besteht eine Partnerschaft.